# Styrophyton caudatum
Styrophyton caudatum là một loài thực vật có hoa trong họ Mua. Loài này được (Diels) S.Y. Hu miêu tả khoa học đầu tiên năm 1952.